# 직무평가
직무평가(職務評價, job evaluation)란 경영조직에 있어서 개개의 직무의 상대적 가치를 평가하여 모든 직무를 직무가치체계로 종합하는 것을 말한다. 직무평가의 목적은 경영에 있어서 직무의 상대적 유용성을 측정하여 공평하고 합리적인 임금관리를 행할 뿐 아니라 합리적인 직무분류를 함으로써 승진경로나 배치기준을 명확히 하여 종업원의 배치·이동·승진·훈련 등을 효과적으로 수행하며 종업원에 대한 공정한 인사관리를 기하려는 데에 있다. 직무평가의 방법으로는 보통 다음 4가지가 있다. 
1. 서열법(序列法) 또는 등급법 ― 직무를 그 곤란도와 책임도의 면에서 상호 비교하여 수행의 난이(難易)순으로 배열하여 등급을 정하는 방법이다.
2. 분류법 ― 이 방법은 평가하고자 하는 직무를 그 곤란도와 책임도의 면에서 종합적으로 관찰하여 등급정의에 따라 적당한 등급으로 편입하는 방법이다.
3. 점수법 ― 직무의 상대적 가치를 점수로 표시하는 방법이다.
4. 요소비교법(要素比較法) ― 직무의 상대적 가치를 임금액으로 평가하는 특징을 가지고 있다.